# Першино (Воронежская область)
Першино — село в Нижнедевицком районе Воронежской области. Административный центр Першинского сельского поселения.

## География
Улицы: 27 Января, 50 лет Октября, 9 Мая, Заречная, Комарова, Краснофлотская, Ленина, Меркулова, Мира, Молодёжная, Николаева,  Первомайская, Садовая, Свободы, Чапаева.

## История
Село появилось в начале XVIII века, было населено выходцами из Курской и Тульской губерний.

## Население
| 1859 | 1897  | 2010 | 2012 | 2013 | 2014 | 2015 |
| ---- | ----- | ---- | ---- | ---- | ---- | ---- |
| 2626 | ↗3703 | ↘933 | ↘922 | ↗928 | ↘915 | ↘897 |
| 2016 | 2017  | 2018 |      |      |      |      |
| ↘890 | ↗907  | ↘900 |      |      |      |      |

По данным Всероссийской переписи населения 2002 года в селе проживали 1137 человек, преобладающая национальность жителей — русские (100%).

## Памятники и памятные места
- Памятник Ленину (Першино, перед бывшим зданием правления колхоза)[14].

## Люди, связанные с селом
- Глотов Пётр Петрович (1827, Першино, Нижнедевицкий уезд, Воронежская губерния[15] — 1888, Воронеж) — генерал-лейтенант Русской императорской армии, педагог, директор Михайловского Воронежского кадетского корпуса.
- Меркулов Тихон Михайлович (1927, Першино, Нижнедевицкий уезд, Воронежская губерния — 1993, Нижнедевицк, Нижнедевицкий район, Воронежская область) — председатель колхоза «Родина» Нижнедевицкого района Воронежской области. Участник Советско-японской войны, Герой Социалистического Труда. В Першине его именем названа улица.
- Чапаев Александр Васильевич (1910, Балаково, Самарская губерния — 1985, Москва) — советский военачальник, участник Великой Отечественной войны, генерал-майор артиллерии, старший сын начдива Красной Армии времён Гражданской войны Василия Ивановича Чапаева. Полк А.В. Чапаева освобождал в 1943 году Нижнедевицк и Першино Воронежской области, позднее именем А.В. Чапаева была названа улица в селе.